# Слити, Наим
Наим Слити (фр. Naïm Sliti, рожд. 27 июля 1992, Марсель, Франция) — тунисский футболист, полузащитник клуба «Эш-Шамаль» и национальной сборной Туниса.

## Клубная карьера
Родился во французском городе Марсель в семье выходцев из Туниса. Начал заниматься футболом в академиях клубов «Обань» и «Олимпик Марсель», пока в 2007 году не попал в структуру клуба «Седан».
С 2010 года Наим стал выступать за вторую команду «Седан», а с сезона 2011/12 стал игроком основной команды, в которой провел два сезона, приняв участие в 48 матчах чемпионата. Был основным игроком команды, которая выступала в Лиге 2.
Летом 2013 года «Седан» был объявлен банкротом и отправлен в любительскую лигу, после чего Наим перешел в «Париж». В новой команде Наим выступал крайне мало, сыграв за сезон только в четырёх матчах национального чемпионата, в основном играл за дубль.
В 2014 году заключил контракт с клубом «Ред Стар», в составе которого провел следующие два года своей карьеры. В первом сезоне, забил 8 голов в 28 матчах, Наим помог клубу выиграть национальный чемпионат и выйти в Лигу 2, где Наим также выходил на поле в основном составе команды, сезон турнира команда завершила на 5 месте.
Летом 2016 года Наим был отдан в аренду с правом выкупа в «Лилль». 28 октября 2016 года в проигранной 0:1 в домашней встрече с «Пари Сен-Жерменом» Наим дебютировал в Лиге 1, а через месяц, 29 ноября, в матче с «Каном», забил свой первый гол в элитном дивизионе. Сейчас успел сыграть за команду из Лилля 11 матчей в Лиге 1.
1 июля 2018 года клуб «Дижон» выкупил Слити у «Лилля».

## Выступления за сборную
3 июня 2016 года дебютировал в официальных играх в составе национальной сборной Туниса в матче квалификации Кубка африканских наций 2017 года против сборной Джибути, в котором отметился голом.
В составе сборной стал участником Кубка африканских наций 2017 года в Габоне, где забил гол в ворота сборной Алжира (2:1) и сборной Зимбабве (4:2).
Летом 2019 года Наим был вызван в состав своей национальной сборной на Кубок африканских наций в Египте. В матче 1/4 финала его гол на 90-й минуте матча в ворота Мадагаскара помог сборной победить соперника 3:0 и выйти в полуфинал.